# The Wind That Shakes the Barley (album)
Pour les articles homonymes, voir The Wind That Shakes the Barley.
Albums de Loreena McKennitt
A Mediterranean Odyssey
(2009) Lost Souls
(2018)
The Wind That Shakes the Barley est le neuvième album de la musicienne, chanteuse et compositrice canadienne Loreena McKennitt. 

## Genèse de l'album
L'enregistrement a eu lieu au Sharon Temple, dans la province de l'Ontario. Le disque sort le 12 novembre 2010 sous le label Quinlan Road, nommé d'après  une chanson irlandaise de Robert Dwyer Joyce, ballade que reprend McKennit dans cet album.

## Liste des titres
| No | Titre                           | Durée |
| -- | ------------------------------- | ----- |
| 1. | As I Roved Out                  | 4:59  |
| 2. | On a Bright May Morning         | 5:08  |
| 3. | Brian Boru’s March              | 3:51  |
| 4. | Down By the Sally Gardens       | 5:39  |
| 5. | The Star of the County Down     | 3:34  |
| 6. | The Wind that Shakes the Barley | 6:01  |
| 7. | The Death of Queen Jane         | 6:04  |
| 8. | The Emigration Tunes            | 4:42  |
| 9. | The Parting Glass               | 5:13  |